# Роберт Бијелић
Роберт Бијелић је српски  поп-фолк певач из Словеније, који се прославио на телевизији ДМ САТ, наступајући са певачицом Драганом Мирковић. Рођак је Драганиног супруга бизнисмена Тонија Бијелића. Живи на релацији Љубљана–Беч.

## Дискографија

### Албум
- Тужне ми ноћи (2014) Вујин рекордс[4]

### Синглови
- Све бих дао (2014)
- Нормалан (2017)
- Не тражи ме (2018)
- Тетоважа (2020)[5]
- Октобар (2020)[6]